# Dana Reason
Dana Reason é uma pianista e compositora canadense.
Foi destaque no National Public Radio e na Canadian Broadcasting Corporation.

## Discografia
- Revealed with Dominic Duval and John Heward, 2009
- The Space Between with Jöelle Léandre, 2003
- The Space Between with Matthew Sperry, 2003
- The Space Between with Barre Phillips, 2001
- Red Sauce Baby (as guest pianist), 2000
- The Space Between with Jon Raskin, 1999
- Musicworks 74 (excerpt of The Space Between Trio), 1999
- Border Crossings, 1997
- Children in Peril (as guest pianist), 1997
- Primal Identity, 1996
- Purple Wind (as guest pianist), 1996
- Da-Ro Re-Mix-Desire, 1994
- Hard into the Night- Remix, 1994
- Ya-Ya Re-Mix Mitsou, 1994
- Deep Into Your Soul. Remix of Fan.cie, 1994

## Videografia
- Off the Road: Documentary film by Laurence Petit-Jouvet, France 2001, featuring musical collaborations with German bassist Peter Kowald

## Participação em festivais e performances
- Association des Musiciens Improvisateurs de Montreal
- Sound Symposium, Newfoundland
- Music Gallery, Toronto ON
- San Francisco Jazz Festival CA
- Knitting Factory, New York City NY
- Saide Bronfman Center, Montreal, ON
- Guelph Jazz Festival, Ontario
- Frau musica nova, Cologne, France
- Beyond the Pink Festival, Los Angeles
- Banff Arts Festival, Alberta
- Suoni Por Il Popolo, Montreal QC
- Place Gabriel, Paris, France
- Stanford University, CA
- Cal Arts, Valencia CA
- Mimi Jazz Salon, Los Angeles CA
- Meet the Composer, New York City NY
- Radio Canada
- National Public Radio